# Франклінтон (Північна Кароліна)
Франклінтон (англ. Franklinton) — місто (англ. town) в США, в окрузі Франклін штату Північна Кароліна. Населення — 2456 осіб (2020).

## Географія
Франклінтон розташований за координатами 36°6′4″ пн. ш. 78°27′8″ зх. д. / 36.10111° пн. ш. 78.45222° зх. д. (36.101240, -78.452086).  За даними Бюро перепису населення США в 2010 році місто мало площу 4,15 км², уся площа — суходіл.

## Демографія
Згідно з переписом 2010 року, у місті мешкали 2023 особи в 876 домогосподарствах у складі 551 родини. Густота населення становила 487 осіб/км².  Було 1008 помешкань (243/км²).
Расовий склад населення:
| - 55,8 % — білих - 40,8 % — чорних або афроамериканців - 0,2 % — азіатів - 0,1 % — корінних американців |

До двох чи більше рас належало 2,3 %. Частка іспаномовних становила 4,1 % від усіх жителів.
За віковим діапазоном населення розподілялося таким чином: 22,0 % — особи молодші 18 років, 59,5 % — особи у віці 18—64 років, 18,5 % — особи у віці 65 років та старші. Медіана віку мешканця становила 41,4 року. На 100 осіб жіночої статі у місті припадало 84,4 чоловіків;  на 100 жінок у віці від 18 років та старших — 80,2 чоловіків також старших 18 років.
Середній дохід на одне домашнє господарство  становив 41 994 долари США (медіана — 31 811), а середній дохід на одну сім'ю — 50 609 доларів (медіана — 42 554). Медіана доходів становила 45 588 доларів для чоловіків та 28 158 доларів для жінок. За межею бідності перебувало 35,8 % осіб, у тому числі 50,4 % дітей у віці до 18 років та 10,7 % осіб у віці 65 років та старших.
Цивільне працевлаштоване населення становило 802 особи. Основні галузі зайнятості: роздрібна торгівля — 17,8 %, освіта, охорона здоров'я та соціальна допомога — 17,6 %, виробництво — 12,5 %, будівництво — 12,2 %.